# Galerus

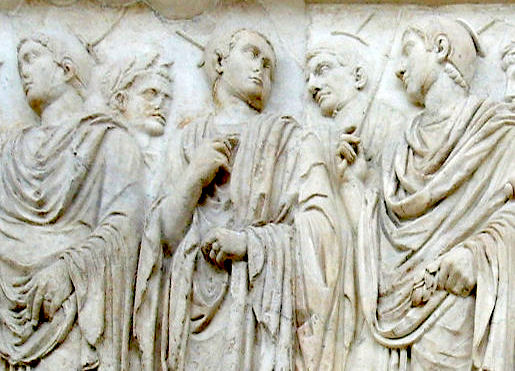
Cuatro flamenes llevando galerus

Galerus es el nombre que daban los romanos al pétaso griego, es decir, al sombrero que solían usar los cazadores, los pastores y los viajeros. 
Se aseguraba debajo la barba con correas y se echaba sobre las espaldas cuando convenía. Los primeros romanos solo usaban el galerus en el campo y Cincinato iba con él cuando los comisionados de los senadores le sacaron del arado para elegirle dictador romano. Se dice que Augusto usaba el galerus en su casa misma cuando tomaba el sol. Bajo los emperadores se permitió llevarlo en los juegos públicos para resguardarse del ardor del sol. Este mismo uso se observaba entre los griegos pues sabemos que ahogaron bajo la multitud y peso de los galerus que echaron como una prueba de respeto a Dracon antiguo legislador de los atenienses, al publicar en el teatro las leyes que les había arreglado.